# خلیج تونس

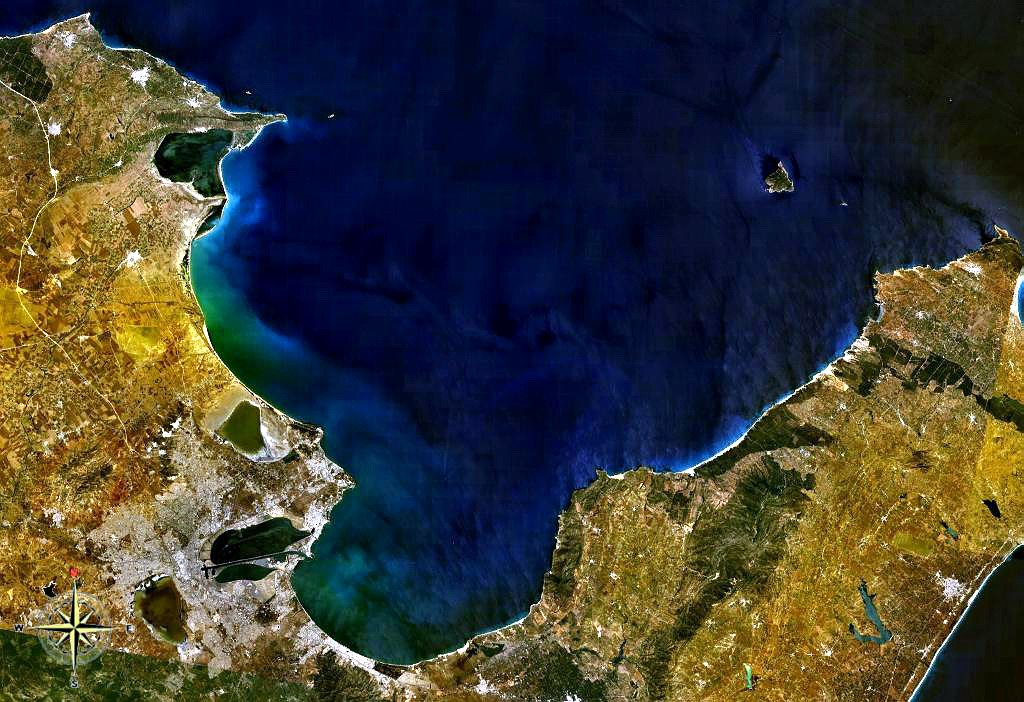
خلیج تونس از فضا

نقشه خلیج تونس

خلیج تونس خلیج بزرگی در شمال شرقی تونس می‌باشد. این خلیج در مختصات ۳۷°۰′ شمالی ۱۰°۳۰′ شرقی / ۳۷٫۰۰۰°شمالی ۱۰٫۵۰۰°شرقی قرار دارد. تونس، پایتخت کشور تونس، در لبه شمال غربی این خلیج واقع است.
کوهستان جبل الرصاص با ارتفاع ۷۹۵ متری، در حدود ۱۵ کیلومتری بخش جنوبی خلیج تونس قرار دارد.